# Live: Right Here, Right Now
Live: Right Here, Right Now es un álbum en directo de la banda estadounidense de hard rock Van Halen. Fue su único álbum en vivo hasta 2015.

## Listado de canciones
Disco 1
1. "Poundcake" – 5:28 (de For Unlawful Carnal Knowledge)
2. "Judgement Day" – 4:52 (de For Unlawful Carnal Knowledge)
3. "When It's Love" – 5:22 (de OU812)
4. "Spanked" – 5:08 (de For Unlawful Carnal Knowledge)
5. "Ain't Talkin' 'Bout Love" – 4:37 (deVan Halen)
6. "In 'n' Out" – 6:20 (deFor Unlawful Carnal Knowledge)
7. "Dreams" – 4:49 (de 5150)†
8. "Man on a Mission" – 4:49 (de For Unlawful Carnal Knowledge)
9. "Ultra Bass" – 5:15 (Michael Anthony solo de bajo)
10. "Pleasure Dome/Drum Solo" – 9:38 (de For Unlawful Carnal Knowledge/Alex Van Halen solo de batería)
11. "Panama" – 6:39 (de 1984)
12. "Love Walks In" – 5:14 (from 5150)
13. "Runaround" – 5:21 (de For Unlawful Carnal Knowledge)

Disco 2
1. "Right Now" – 6:13 (de For Unlawful Carnal Knowledge)
2. "One Way to Rock" (Hagar) – 4:58 (Sammy Hagar, de Standing Hampton)
3. "Why Can't This Be Love?" – 5:22 (de 5150)
4. "Give to Live" (Hagar) – 5:39 (Sammy Hagar, de I Never Said Goodbye)
5. "Finish What Ya Started" – 5:50 (de OU812)
6. "Best of Both Worlds" – 5:00 (de 5150)
7. "316" – 11:37 (de For Unlawful Carnal Knowledge)
8. "You Really Got Me/Cabo Wabo" (Ray Davies/Anthony/Hagar/Van Halen/Van Halen) – 7:58 (versión de Van Halen, original de The Kinks/de OU812)
9. "Won't Get Fooled Again" (Pete Townshend) – 5:41 (versión, original de The Who)†
10. "Jump" – 4:26 (de 1984)†
11. "Top of the World" – 4:59 (de For Unlawful Carnal Knowledge)

### Disco bonus
Las versiones alemana y japonesa del álbum, o en la Van Halen Box: 1986-1993 (solo disponible en Japón), incluyen un disco extra. Contiene las Caras-B del sencillo de "Jump" y fueron grabadas en Tokio el 2 de febrero de 1989, como parte de la gira de OU812.
1. "Eagles Fly" (Hagar) - 6:03 (Sammy Hagar, de I Never Said Goodbye)
2. "Mine All Mine" - 5:27 (de OU812)

† se refiere a un sencillo

## Formación
- Sammy Hagar - voz, guitarra rítmica.
- Eddie Van Halen- guitarra solista, teclados, coros.
- Michael Anthony- bajo, coros.
- Alex Van Halen- batería, percusión.

- Datos: Q964271